# Кокс, Лорен
Лорен Элизабет Кокс (англ. Lauren Elizabeth Cox; род. 20 апреля 1998 года, Грейпвайн, Техас, США) — американская профессиональная баскетболистка, выступавшая в женской национальной баскетбольной ассоциации. Была выбрана на драфте ВНБА 2020 года в первом раунде под общим третьим номером клубом «Индиана Фивер». Играет в амплуа тяжёлого форварда и центровой. А в настоящее время выступает за клуб женской национальной баскетбольной лиги «Таунсвилл Файр».

## Ранние годы
Лорен родилась 20 апреля 1998 года в городе Грейпвайн (штат Техас) в семье Денниса и Бренды Кокс, у неё есть три сестры, Уитни, Кейли и Мэдди, училась же в соседнем городе Флауэр-Маунд в одноимённой средней школе, в которой выступала за местную баскетбольную команду.